# Maccalube di Terrapelata

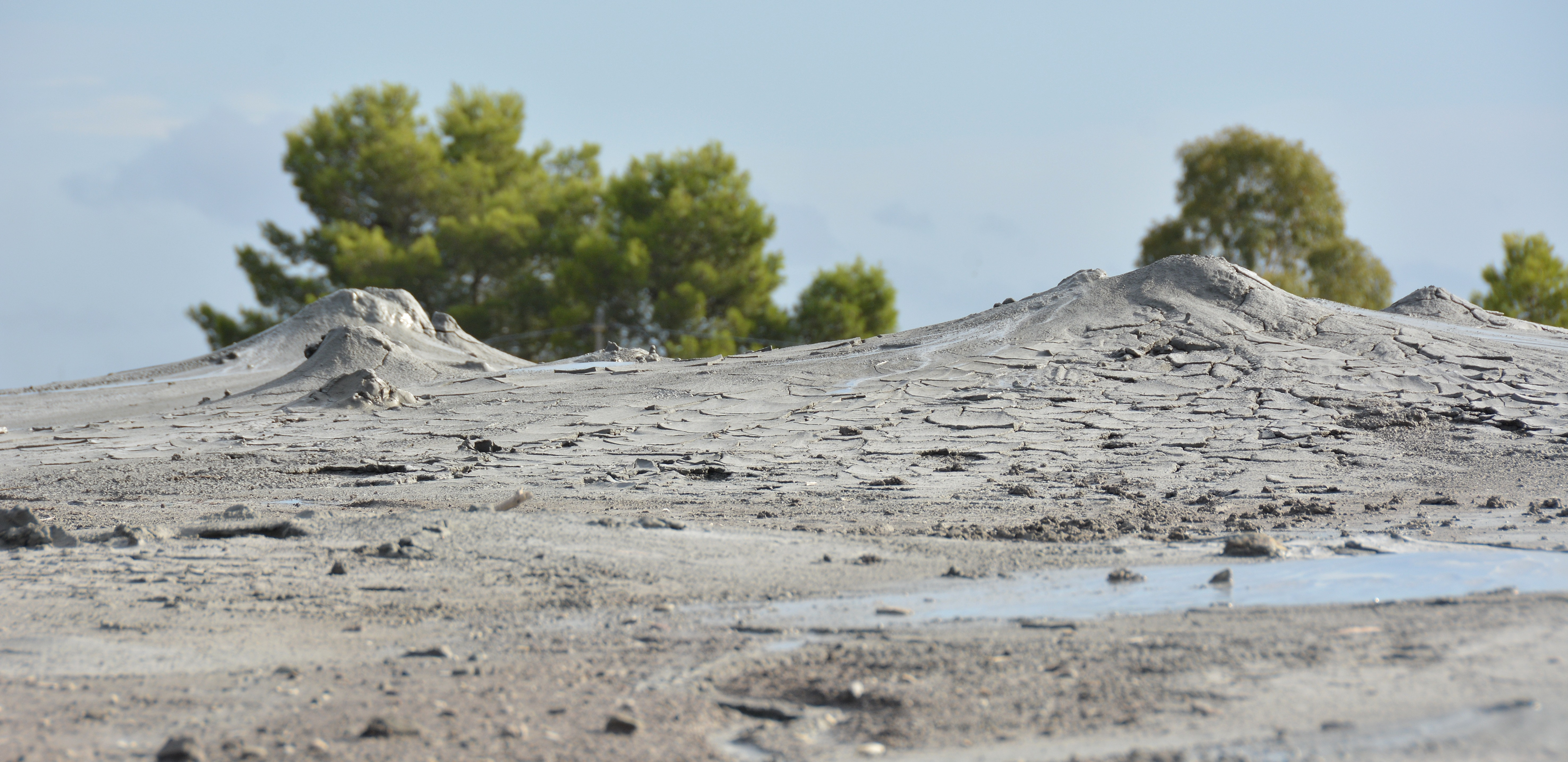
Le maccalube di Terrapelata

Le maccalube di Terrapelata sono un fenomeno di vulcanesimo sedimentario che si manifesta a sud-est di Caltanissetta, presso il villaggio Santa Barbara.

## Etimologia
Il termine "maccaluba" deriverebbe dall'arabo maqlub, "terra che si rivolta", mentre il nome della località, "Terrapelata", è dovuto all'assenza di vegetazione causata proprio dai vulcanelli.

## Descrizione
Il sito si trova sulla cosiddetta "collina dei vulcanelli", un'altura brulla di un colore che varia dal biancastro al grigio scuro, in cui si trovano una serie di vulcanelli di fango di altezza intorno al metro, espressione del vulcanismo sedimentario della zona. Il fenomeno è legato alla presenza di terreni argillosi poco consistenti, intercalati da livelli di acqua salmastra, che sovrastano bolle di gas metano sottoposto a una certa pressione. Il gas affiora in superficie attraverso le discontinuità del terreno, trascinando con sé sedimenti argillosi e acqua, che danno luogo ad un cono di fango, la cui sommità è del tutto simile ad un cratere vulcanico. In queste zone, la consistenza dei fanghi argillosi è così liquida da non permettere la formazione di veri e propri coni vulcanici.

## Principali eruzioni
Il fenomeno dei vulcanelli di Terrapelata è noto da almeno due secoli, ed è stato registrato tra gli altri dall'abate nisseno Salvatore Li Volsi (1797-1834), esperto in scienze naturali ed agrarie, autore dello scritto "Sul vulcano aereo di Terrapilata in Caltanissetta", riferendo di fenomeni analoghi avvenuti dal 1783 al 1823, associandoli a dissesti su vasta scala. Negli ultimi decenni gli eventi si sono gradualmente ridotti creando coni argillosi fossili noti come maccalube inattive. Nel settembre 2008, dei 98 crateri di Terrapelata 63 erano in attività, 17 quiescenti e i restanti fossili.
La mattina dell'11 agosto 2008, si è verificata una serie di dissesti geologici che hanno provocato l'apertura di solchi nel terreno larghi da dieci centimetri a un metro, con il conseguente danneggiamento di alcuni edifici civili ed industriali presso il villaggio Santa Barbara, nella zona abitata a sud delle maccalube e nella zona orientale del centro abitato di Caltanissetta (distanti 2,5 km). Questi danni si sono accentuati in seguito a un'eruzione di fango, acqua e gas avvenuta nel pomeriggio dello stesso giorno. Per sette minuti, 20.000 m³ di fango sono stati proiettati a 30 m d'altezza, creando un deposito di materiale argilloso alto circa 5 metri ed esteso approssimativamente 200 m. Il 19 agosto sono state notate le prime manifestazioni di nuove maccalube sulla sommità del cono di materiale argilloso depositatosi al suolo, il quale è stato interessato da fuoriuscite di acqua e argilla liquida nei giorni seguenti l'evento eruttivo. A causa di questi avvenimenti, il 20 agosto successivo la giunta regionale siciliana dichiarò lo stato di calamità naturale.
L'evento dell'11 agosto è simile a quello avvenuto tra il 14 e 15 febbraio 2002 ma è stato caratterizzato da un più intenso fenomeno parossistico e da contemporanei dissesti nel centro abitato. Questi in passato si sono estesi anche in zone più interne della città, ma non in concomitanza alle eruzioni.